# Jacobs R-755
Il Jacobs R-755, o L-4, era un motore aeronautico radiale 7 cilindri raffreddato ad aria prodotto dall'azienda statunitense Jacobs Aircraft Engine Co. dagli anni trenta.

## Storia
L'R-755, designazione militare assegnatagli, venne progettato nei primi anni trenta per rispondere alle esigenze di mercato che vedevano l'aviazione militare e civile di quegli anni in rapida evoluzione. Per cercare di contrastare il predominio di Wright e Pratt & Whitney la Jacobs propose alle autorità militari statunitensi il suo prodotto pensato sia per sopperire alle esigenze in campo civile che in quello militare.
Il modello venne portato in volo per la prima volta nel 1933 rivelandosi un'unità ben progettata ed atta a svolgere il compito prefisso, dimostrando la sua longevità nell'essere rimasto in produzione sino al 1970.

## Descrizione tecnica
L'R-755 era un motore radiale di impostazione classica, a singola stella e raffreddato ad aria.
La struttura, così come i 7 cilindri, erano realizzati in acciaio, questi ultimi dotati all'esterno di una superficie alettata così come le teste realizzate in lega di alluminio. Le misure alesaggio e corsa erano 5,25 in × 5 in (133 mm × 127 mm) per una cilindrata totale di 757 in³ equivalenti a 12,350 litri. La distribuzione era una classica valvole in testa (OHV) a 2 valvole per cilindro.
Le potenze erogate dai vari modelli succedutesi coprivano in arco dai 200 hp (150 kW) ai 350 hp (260 kW)
Grazie alle sue dimensioni trovava impiego in velivoli da turismo e collegamento, tra i quali il francese STOL Morane-Saulnier MS.505, evoluzione postbellica del tedesco Fieseler Fi 156 Storch.

## Versioni
- R-755-7: 225 hp (168 kW)
- R-755-9: 245 hp (182 kW)
- R-755-A2: 300 hp (224 kW)

## Aerodine utilizzatrici

### Aerei
Messico
- Anahuac Tauro

 Francia
- Morane-Saulnier MS.505

 Stati Uniti
- Beechcraft Model 17 Staggerwing
- Boeing-Stearman PT-18
- Cessna AT-17 Bobcat
- Cessna 195
- Funk F-23
- Grumman Ag Cat
- Spartan Executive 7W
- Waco CG-15

## Autogiro
Stati Uniti
- Kellett KD-1